# 플레이오네 (신화)
플레이오네는 오케아니스 중 한 명으로 그리스 아르카디아 지방의 킬레네 산에 살았다. 아틀라스와 결혼하여 휘아데스, 휘아스와 플레이아데스들을 낳았다. 플레이아데스 중 한 명인 마이아가 헤르메스를 낳았으므로 플레이오네는 헤르메스의 외할머니이기도 하다.